# 横田理央
横田 理央（よこた りお）は、東京科学大学の高性能計算分野の研究者。専門分野は高性能計算、大規模深層学習。

## 略歴
2003年　慶應義塾大学理工学部機械工学科卒業
2005年　慶應義塾大学大学院理工学研究科開放環境科学専攻博士前期課程修了
2009年　慶應義塾大学大学院理工学研究科開放環境科学専攻博士後期課程単位取得満期退学、博士（工学）
2009年〜2010年　ブリストル大学数学科ポスドク研究員 
2010年〜2011年　ボストン大学機械工学科ポスドク研究員 
2011年〜2015年　アブドゥラ国王科学技術大学エクストリーム・コンピューティング研究センター常勤研究員 
2015年〜2022年　東京工業大学学術国際情報センター准教授 
2023年〜2024年　東京工業大学学術国際情報センター教授
2024年〜　東京科学大学総合研究院 スーパーコンピューティング研究センター教授

## 受賞歴
- ACM ゴードン・ベル賞（価格性能部門）（2009年）[3]